# 제30회 금마장
제30회 금마장의 시상식에 관한 내용이다.

## 수상 및 후보

### 작품상
- 결혼 피로연 - 이안 수상

### 감독상
- 결혼 피로연 - 이안 수상

### 남우주연상
- 중안조 - 성룡 수상

### 여우주연상
- 낭심여철 - 오가려 수상

### 남우조연상
- 결혼 피로연 - 랑웅 수상

### 여우조연상
- 결혼 피로연 - 귀아뢰 수상

### 각본상
- 결혼 피로연 - 이안 수상

### 각색상
- 백발마녀전 - 호대위 외 수상

### 촬영상
- 희몽인생 - 리판빙 수상

### 편집상
- 방세옥 - 장요종 수상

### 미술상
- 라스트 템테이션 - 티미 입 외 수상

### 액션감독상
- 방세옥 - 원규 외 수상

### 영화음악상
- 라스트 템테이션 - 유이달 외 수상

### 주제가상
- 백발마녀전 - 장국영 수상

### 분장/의상디자인상
- 희몽인생 - Peiyun Ruan 외 수상

### 음향효과상
- 희몽인생 - Du-Che Tu 수상

### 평생공로상
- Cho-Han Huang 수상

### 특별상
- 라스트 템테이션 - 이명양 수상